# Ole Gerstrøm
Ole Gerstrøm (født 12. juli 1946) er en forhenværende dansk politiker.
Gerstrøm er bondesøn fra Thy og har læst økonomi: 1. del fra Københavns Universitet, 2. del fra Handelshøjskolen i København. Han arbejder som virksomhedskonsulent.
Ved jordskredsvalget 1973 kom Gerstrøm i Folketinget for Fremskridtspartiet. Ved valget i 1975 blev han ikke genvalgt.
Han er en ivrig debattør og foredragsholder, og var kommentator ved Danmarks Radio P1, Dagens Spids fra 2004 til 2006.

## Forveksling
Bemærk, at Ole Gerstrøm også er navnet på en dansk arkitekt, der levede 1934-2009. Han havde bl.a. tegnestue med Anne Marie Rubin.